# Калінін Константин
Константин Калінін (Konstantin Kalinin) (* 12 серпня 1885, Полтава, Україна — ?) — військовий, спортсмен часів Російської імперії українського походження. Учасник Літніх Олімпійських ігор 1912 в Стокгольмі.
В складі спортивної делегації Російської імперії брав участь в Олімпійських іграх 1912 року під номером 5297. Змагався в турнірах з довільної гвинтівки з 3 позицій та військової гвинтівки з 3 позицій та з вільної позиції.
Також брав участь у командних змаганнях з довільної гвинтівки.
Участь у змаганнях:
| Дата              | Спорт    | Вид                                           | Результат     |
| ----------------- | -------- | --------------------------------------------- | ------------- |
| 01.07.1912, 09:00 | стрільба | Військова гвинтівка, 3 позиції (300 м)        | 79 місце      |
| 01.07.1912, 15:00 | стрільба | Військова гвинтівка, вільна позиція (600 м)   | 39 місце      |
| 02.07.1912, 11:00 | стрільба | Довільна гвинтівка, 3 позиції (300 м)         | 68 місце      |
| 04.07.1912, 11:00 | стрільба | Довільна гвинтівка, командні змагання (300 м) | 7 місце (100) |